# Héctor Hernández Montecinos
Héctor Hernández Montecinos (Santiago de Chile, 25 de noviembre de 1979) es un poeta, ensayista, editor y gestor cultural chileno. Ha sido considerado por la crítica especializada como una de las voces más destacadas de su generación.

## Biografía
Héctor Hernández Montecinos nació en Recoleta, Santiago de Chile, en el seno de una familia de escasos recursos sin antecedentes artísticos. Estudió literatura en la Universidad Católica; candidato a doctor en Filosofía, en la especialidad de Teoría del Arte por la Universidad de Chile y en Literatura por su alma máter.
En 1999, se unió a un taller dictado por el poeta Sergio Parra en Balmaceda Arte Joven, a partir del cual comenzó su vínculo con la literatura. Desde entonces, ha desarrollado un trabajo escritural constante, en paralelo a la ejecución de performances e intervenciones visuales. Esto le facilitó conocer y participar en talleres y actividades con escritores de la talla de Stella Díaz Varín, Raúl Zurita, Carmen Berenguer o Gonzalo Millán.
Ese mismo año, obtuvo el premio Mustakis a jóvenes talentos y en 2001, publicó su primer libro: No!. A este le sigue una prolífica lista de publicaciones, englobadas en un proyecto titulado Arquitectura de la Mentalidad, consistente en tres extensas trilogías: La divina revelación, Debajo de la lengua y "OIIII".
Partió a México en 2008, donde estuvo radicado algunos años. Desde allá consolidó su obra y llevó a cabo un importante trabajo editorial con los sellos Santa Muerte Cartonera, Mantra y Contrabando del Bando en Contra.
En 2009 fue galardonado con el premio Pablo Neruda en razón de su profusa obra poética experimental y vanguardista, su aporte a la poesía y teoría chilena, y a la escritura nacional.
Ha sido compilador de importantes antologías de poesía latinoamericana como 4M3R1C4, Halo: 19 poetas nacidos en los 90 y Atlántida. Ha sido antologado en innumerables muestras físicas y web, así como invitado constante a festivales, encuentros y conferencias en Alemania, España, Francia, México, Perú, Ecuador, Nicaragua, Guatemala, Argentina, Uruguay, Bolivia, entre otros. Asimismo, fue entre 2004 y 2014 uno de los principales organizadores del Festival de Poesía Latinoamericana "Poquita Fe", que reunió anualmente en Santiago de Chile a un gran número de poetas consagrados y emergentes de Latinoamérica.
La crítica le ha señalado como “el poeta más influyente de la última generación en Chile y una figura central del actual escenario lírico en AméricaLatina” (La Hora, Guatemala); “Uno de los vates más sobresalientes de la lírica contemporánea de Chile” (Reforma, México); “Su obra parece destinada a ser símbolo de su generación” (La Prensa Gráfica, El Salvador); "Uno de los poetas chilenos más voceados en la última década” (El Comercio, Perú) y “Una de las voces más interesantes no solo en su país sino en Hispanoamérica” (La Ventana, Casa de las Américas, Cuba).
Actualmente, se encuentra dedicado a terminar una trilogía de ensayos biográficos: Materiales para un ensayo de vida, de la cual ya se han publicado Buenas noches luciérnagas y Los nombres propios.

## Obra poética
- No!, Ediciones del Temple, 2001
- Este libro se llama como el que yo una vez escribí, Contrabando del bando en contra, 2002
- El barro lírico de los mundos interiores más oscuros que la luz, Contrabando del bando en contra, 2003
- Putamadre, Zignos, Lima, 2005
- Ay de mí, Ripio, 2006
- [coma], Mantra, 2006 (LOM Ediciones, 2014)
- La poesía chilena soy yo, Mandrágora cartonera, Cochabamba, 2007
- Segunda mano, Zignos, Lima , 2007
- A 1000, Lustra editores, Perú , 2008
- [guión], LOM Ediciones, 2008
- Livro universal, Demonio Negro, Sâo Paulo, 2008 (en portugués)
- Poemas para muchachos en llamas, RdlPS, Ciudad de México, 2008
- La escalera, Yerba Mala cartonera, La Paz, 2008
- El secreto de esta estrella, Felicita cartonera, Asunción, 2008
- La interpretación de mis sueños, Moda y Pueblo, 2008 (2012)
- NGC 224, Literal, Ciudad de México , 2009
- Un sueño mío, Mago Editores, Santiago , 2009
- Debajo de la lengua, Cuarto Propio, Santiago, 2009 (2014)
- 7 poemas (Sarita Cartonera, Lima , Perú , 2010)
- LSD, Atarraya Cartonera, San José, Puerto Rico , 2010
- Microcosmos, Mata Mata, Guatemala, 2010
- La divina revelación, Aldus, México , 2011
- Kors o el pentagrama hemisférico, Regia Cartonera, Monterrey, México , 2011
- [y punto], Corriente Alterna, 2012
- Los sueños divinos, Praxis, Ciudad de México , 2012
- El título de un sueño, Liliputienses, Cáceres, España, 2013
- Auroro, Dadaif Cartonera, Guayaquil, 2013
- B 612, OREM, Trujillo, Perú, 2014
- Los colores y papá, Editoriales alienígenas, Ciudad de México , 2014 (plaquette)
- Llévenme con su líder, Murciélago Cartonera, Quito, Ecuador , 2015
- El secreto de mi mano, Excondra, Barcelona, 2015
- Auroral, Ediciones Litost, Santiago de Chile, 2018
- OIIII: Arquitectura de la Mentalidad, RIL editores, Santiago de Chile , 2020.

## Ensayo
- Buenas noches luciérnagas, RIL/ Ærea, Santiago, 2017
- 64 cajitas sobre la poesía, Literal, Ciudad de México, 2017
- ¿Por qué no reescribir? Medusa, Curitiba, Brasil, 2017.
- Los nombres propios, RIL/ Ærea, Barcelona/Santiago, 2019

Antologador/Editor
- Terremoto, Felicita Cartonera, Paraguay, 2008
- 4M3R1C4. Novísima poesía latinoamericana, 2010
- Réplica. Poesía chilena contemporánea (1970-1985), Catafixia, Ciudad de Guatemala, 2012
- Halo: 19 poetas nacidos en los 90, 2014
- El imperio de los sentimientos. Obra reunida de Antonio Silva, Cuarto Propio, Santiago, 2015
- Verás. Muestra de poesía, prosa y material inédito de Raúl Zurita, Ediciones Biblioteca Nacional, 2017
- 4M3R1C4 2.0: Novísima poesía latinoamericana [1980-1990], Ediciones Liliputienses, España, 2018
- Raúl Zurita: Un mar de piedras, Fondo de Cultura Económica Chile, Santiago, 2018

En publicaciones colectivas
- Objeto/Reflejo, Ediciones Balmaceda 1215, 2000
- Desencanto personal. Re-escritura del Canto General de Pablo Neruda, Cuarto Propio, Santiago, 2004
- Atlántida: Héctor Hernández Montecinos, Ernesto Carrión, Yaxkin Melchy y José Manuel Barrios, Rastro de la Iguana, Ecuador, 2015

## Premios y reconocimientos[9]
- Premio Mustakis a jóvenes talentos 1999
- Premio Instituto Nacional de la Juventud (2000)
- Premio Facultad de Letras de la Pontificia Universidad Católica de Chile (2000 y 2002)
- Beca Creación Literaria (ensayo) del Consejo Nacional del Libro y la Lectura (2003)
- Beca Fondart (2004)
- Beca Fundación Pablo Neruda
- Beca Fundación Andes (2005-2006)
- Beca Fondart (2005)
- Beca Creación Literaria (poesía) del Consejo Nacional del Libro y la Lectura (2006)
- Mención honrosa del Premio Municipal de Literatura de Santiago 2007
- Premio Pablo Neruda 2009
- Beca Fondart (2009)
- Programa de Residencias Artísticas para Creadores de Iberoamérica y de Haití en México de FONCA y AECID (2010)
- Beca Doctorado Nacional Conicyt (2015-2018)
- Beca Creación Literaria (poesía) Consejo Nacional del Libro y la Lectura (2016)